# Louise Hartung
Louise Hartung, född 6 januari 1905 i  Münster, död  24 februari 1965 i Berlin, var en tysk sångerska och pedagog. 
Hartung var nära vän med Astrid Lindgren. De träffades för första gången 1953 i Berlin och brevväxlade fram tills Hartungs död. Av de över 600 stycken breven framkommer det att Hartung var olyckligt förälskad i Lindgren.